# Hotonnes
Hotonnes ist eine ehemalige französische Gemeinde mit 265 Einwohnern (Stand 1. Januar 2019) im Département Ain in der Region Auvergne-Rhône-Alpes. Sie gehörte zum Arrondissement Belley. Die Bewohner werden Tiaques genannt.
Der Erlass des Präfekten vom 29. September 2015 legte mit Wirkung zum 1. Januar 2016 die Eingliederung von Hotonnes als Commune déléguée zusammen mit den früheren Gemeinden Le Grand-Abergement, Le Petit-Abergement und Songieu zur Commune nouvelle Haut Valromey fest.
Der Erlass der Präfektin vom 13. September 2024 legte mit Wirkung zum 1. Januar 2025 die Eingliederung von Haut Valromey zusammen mit der früheren Gemeinde Ruffieu zur neuen, gleichnamigen Commune nouvelle Haut Valromey fest. Hotonnes besitzt seitdem wie die bisherigen Communes déléguées keinen derartigen Status mehr.

## Geografie

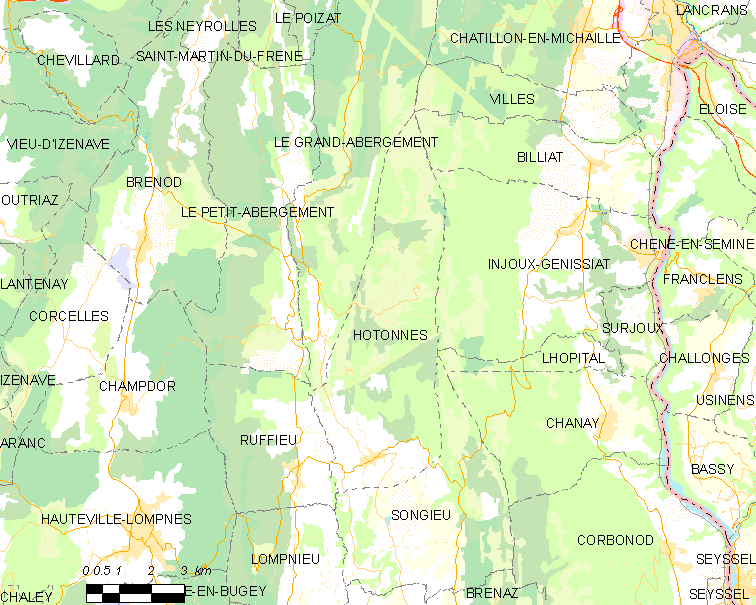
Karte von Hotonnes

Hotonnes liegt etwa 43 Kilometer südöstlich von Bourg-en-Bresse und etwa 36 Kilometer westnordwestlich von Annecy in der Région naturelle des Bugey. Das Bauerndorf erstreckt sich an aussichtsreicher Lage auf einer Verebnungsfläche am östlichen Talhang des Séran in der Talschaft des Valromey am Fuß des Höhenzuges, der sich vom Grand Colombier nordwärts zum Crêt du Nu hinzieht. Das Valromey bildet eine breite Senke zwischen zwei hohen, in Nord-Süd-Richtung orientierten Jurakämmen. Das Zentrum liegt auf etwa 740 m Höhe.
Zu Hotonnes gehörten neben dem eigentlichen Ort auch verschiedene Weiler und Gehöfte, nämlich:
- La Rivoire (760 m) am östlichen Talhang des Séran
- Les Plans-d’Hotonnes (1050 m) in einer Mulde auf dem Hochplateau des Retord.

Umgeben wird Hotonnes von den Nachbargemeinden Billiat im Nordosten sowie Injoux-Génissiat und Surjoux-Lhopital im Osten sowie von den Ortsteilen von Haut-Valromey, Songieu im Süden sowie Ruffieu und Le Grand-Abergement im Westen.

## Geschichte
Seit dem 13. Jahrhundert bildete Hotonnes eine Pfarrei, die von Ceyzérieu abhängig war. Im 14. Jahrhundert gehörte das Dorf als Lehen zum Besitz der Burgherren von Lhuyrieu (bei Béon), welche unter der Oberhoheit der Grafen von Savoyen standen. Mit dem Vertrag von Lyon gelangte Hotonnes im Jahre 1601 an Frankreich.

## Bevölkerungsentwicklung
| Hotonnes: Einwohnerzahlen von 1793 bis 2013                                                                                | Hotonnes: Einwohnerzahlen von 1793 bis 2013 | Hotonnes: Einwohnerzahlen von 1793 bis 2013 | Hotonnes: Einwohnerzahlen von 1793 bis 2013 | Hotonnes: Einwohnerzahlen von 1793 bis 2013 |
| --- | ------------------------------------------- | ------------------------------------------- | ------------------------------------------- | ------------------------------------------- |
| Jahr |                                             |                                             |                                             | Einwohner                                   |
| 1793 | 1793                                        |                                             | 836                                         | 836                                         |
| 1800 | 1800                                        |                                             | 973                                         | 973                                         |
| 1806 | 1806                                        |                                             | 982                                         | 982                                         |
| 1821 | 1821                                        |                                             | 1.071                                       | 1.071                                       |
| 1831 | 1831                                        |                                             | 958                                         | 958                                         |
| 1836 | 1836                                        |                                             | 998                                         | 998                                         |
| 1841 | 1841                                        |                                             | 1.005                                       | 1.005                                       |
| 1846 | 1846                                        |                                             | 1.029                                       | 1.029                                       |
| 1851 | 1851                                        |                                             | 987                                         | 987                                         |
| 1856 | 1856                                        |                                             | 1.030                                       | 1.030                                       |
| 1861 | 1861                                        |                                             | 1.044                                       | 1.044                                       |
| 1866 | 1866                                        |                                             | 1.053                                       | 1.053                                       |
| 1872 | 1872                                        |                                             | 1.043                                       | 1.043                                       |
| 1876 | 1876                                        |                                             | 989                                         | 989                                         |
| 1881 | 1881                                        |                                             | 931                                         | 931                                         |
| 1886 | 1886                                        |                                             | 901                                         | 901                                         |
| 1891 | 1891                                        |                                             | 852                                         | 852                                         |
| 1896 | 1896                                        |                                             | 904                                         | 904                                         |
| 1901 | 1901                                        |                                             | 879                                         | 879                                         |
| 1906 | 1906                                        |                                             | 807                                         | 807                                         |
| 1911 | 1911                                        |                                             | 747                                         | 747                                         |
| 1921 | 1921                                        |                                             | 547                                         | 547                                         |
| 1926 | 1926                                        |                                             | 492                                         | 492                                         |
| 1931 | 1931                                        |                                             | 477                                         | 477                                         |
| 1936 | 1936                                        |                                             | 444                                         | 444                                         |
| 1946 | 1946                                        |                                             | 424                                         | 424                                         |
| 1954 | 1954                                        |                                             | 376                                         | 376                                         |
| 1962 | 1962                                        |                                             | 322                                         | 322                                         |
| 1968 | 1968                                        |                                             | 266                                         | 266                                         |
| 1975 | 1975                                        |                                             | 233                                         | 233                                         |
| 1982 | 1982                                        |                                             | 231                                         | 231                                         |
| 1990 | 1990                                        |                                             | 268                                         | 268                                         |
| 1999 | 1999                                        |                                             | 295                                         | 295                                         |
| 2006 | 2006                                        |                                             | 299                                         | 299                                         |
| 2013 | 2013                                        |                                             | 300                                         | 300                                         |
| Quelle(n): EHESS/Cassini bis 1999, INSEE ab 2006 Anmerkung(en): Ab 1962 offizielle Zahlen ohne Einwohner mit Zweitwohnsitz |                                             |                                             |                                             |                                             |

Nachdem die Einwohnerzahl in der ersten Hälfte des 20. Jahrhunderts deutlich abgenommen hatte, wurde seit Beginn der 1980er Jahre wieder eine geringe, aber kontinuierliche Bevölkerungszunahme verzeichnet.

## Sehenswürdigkeiten
Die Pfarrkirche Saint-Roman wurde im 16. Jahrhundert im gotischen Stil errichtet. In La Rivoire steht eine kleine Landkapelle.

## Wirtschaft
Hotonnes war bis weit ins 20. Jahrhundert hinein ein vorwiegend durch die Landwirtschaft und Forstwirtschaft geprägtes Dorf. Daneben gibt es heute einige Betriebe des lokalen Kleingewerbes, darunter eine Sägerei. Mittlerweile hat sich das Dorf dank der schönen Lage auch zu einem Wohnort gewandelt. Zahlreiche Erwerbstätige sind Wegpendler, die in den größeren Ortschaften der Umgebung ihrer Arbeit nachgehen.
Die Hochfläche bei Les Plans-d’Hotonnes hat sich in den letzten Jahrzehnten zu einem beliebten Wintersportgebiet entwickelt. Es ist dank der großen Ausdehnung des Plateaus vor allem auf den nordischen Skisport ausgerichtet, doch gibt es auch einige kurze Abfahrtspisten, die durch mehrere Skilifte erschlossen sind.